# Symphonie no 63 de Joseph Haydn
Roxelane
La Symphonie no 63 en ut majeur surnommée Roxelane Hob. I:63 est une symphonie du compositeur autrichien Joseph Haydn. Composée entre 1779 et 1781, elle comporte quatre mouvements.

## Analyse de l'œuvre
1. Allegro, en ut majeur, à 
, 175 mesures
2. Allegretto o piu tosto Allegro, alternance entre ut mineur et ut majeur, à 
, 139 mesures
3. Menuet, en ut majeur, à 
, 58 mesures
4. Presto, en ut majeur, à 

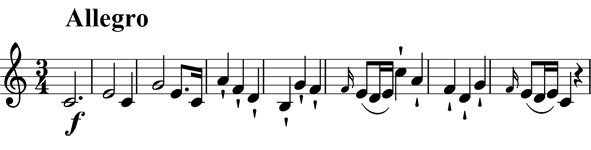
premier thème Allegro, violons 1 et 2 ensemble

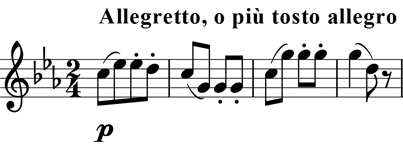
thème mineur de l'Allegretto, violons 1, mesures 1–4

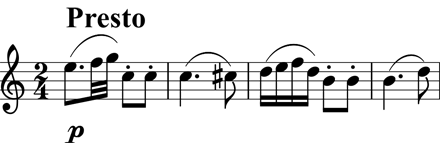
Début du Presto, 1. violons 1, motifs A et B

, 206 mesures

Durée approximative : 22 minutes.

## Instrumentation
- une flûte, deux hautbois, deux bassons, deux cors, deux trompettes, timbales, cordes.